# Бальц Володимир Степанович
Володи́мир Степа́нович Ба́льц (13 червня 1864, Одеса, Херсонська губернія, Російська імперія — 20 січня 1939? Одеса, Українська РСР, СРСР) — український живописець-мариніст.

## Життєпис
Навчався в Одеській рисувальній школі (1881—1883), Петербурзькій академії мистецтв (1883—1889) у П. Чистякова, член Товариства південно-російських художників (з 1890), Товариства художників ім. К. К. Костанді.
Викладав чистописання в жіночій гімназії Бракенгеймера.
1939 року відбулася його персональна виставка в Українському музеї народного мистецтва в Києві.
Автор творів:
- 1895 — «Морський вид біля м. Одеси»,
- 1913 — «Яхта „Алмаз“»,
- 1918 — «Місяць. Прибій»,
- «Загибель крейсера „Очаків“»,
- 1930 — «Криголам „Літке“»,
- 1938 — «Морський пейзаж».

У зібранні Одеського художнього музею:
- «Мис Фіолент. Крим. Георгіївський монастир» 1895—1896.
- «Дубки»
- «Етюд»